# Réserve naturelle de Straume
La réserve naturelle de Bleiksøya est une réserve naturelle norvégienne  est située dans la municipalité de Bø dans le comté de Nordland.

## Description
La réserve naturelle se trouve au sud de Straume sur le côté ouest de l'île de Langøya. 
Elle comprend deux lacs - Førevatnet et Saltvatnet - et une crique peu profonde appelée Skjørisen. Elle couvre une superficie de 1,654 km2, dont 1,339 km2 sont de l'eau. La zone est protégée pour préserver les parties centrales d'une zone humide importante avec une végétation et une faune naturelles, et en particulier une population d'oiseaux riche et spécialisée. La réserve naturelle a été établie le 19 décembre 1997. La route de comté norvégienne 820 passe entre les deux moitiés de la réserve naturelle.